# Kim Dong-jun (futbolista)
Kim Dong-jun (en coreano: 김동준; Suncheon, Jeolla del Sur, 19 de diciembre de 1994) es un futbolista surcoreano que juega en la demarcación de portero para el Jeju United FC de la K League 1.

## Selección nacional
Hizo su debut con la selección absoluta de Corea del Sur el 20 de julio de 2022 contra China en un partido del Campeonato de Fútbol de Asia Oriental de 2022 que finalizó con un resultado de 0-3 a favor del combinado surcoreano tras los goles de Cho Gue-sung, Kwon Chang-hoon y un autogol de Zhu Chenjie.

## Clubes
| Club                 | País          | Año       | Partidos | Goles |
| -------------------- | ------------- | --------- | -------- | ----- |
| Seongnam FC          | Corea del Sur | 2013-2018 | 100      | 0     |
| Daejeon Hana Citizen | Corea del Sur | 2018-2022 | 34       | 0     |
| Jeju United FC       | Corea del Sur | 2022-     | 71       | 0     |